# Lioudmila Velikova
Lioudmila Velikova (en russe : Людмила Георгиевна Великова), née le 4 novembre 1947 à Léningrad, est une patineuse artistique et entraîneuse russe.

## Biographie

### Reconversion
Lioudmila Velikova devient entraîneuse de patinage. Elle a notamment comme élèves : Ksenia Stolbova et Fedor Klimov, Maria Petrova et Aleksey Tikhonov, Maria Mukhortova et Maksim Trankov, Evgenia Shishkova et Vadim Naumov, Maria Petrova et Anton Sikharulidze, Ekaterina Vasilieva et Alexandre Smirnov, Julia Obertas et Alexei Sokolov, ou encore Julia Obertas et Sergei Slavnov.